# Propelops rossicus
Propelops rossicus är en kvalsterart som först beskrevs av Shaldybina 1971.  Propelops rossicus ingår i släktet Propelops och familjen Phenopelopidae. Inga underarter finns listade i Catalogue of Life.